# 小叶鹅掌柴
小叶鹅掌柴（学名：Schefflera parvifoliolata）是五加科鹅掌柴属的植物。分布在越南以及中国大陆的云南等地，生长于海拔1,300米至1,500米的地区，常生长在石山开朗的丛林中，目前尚未由人工引种栽培。